# Branžež
Branžež (en allemand : Branschesch) est une commune du district de Mladá Boleslav, dans la région de Bohême-Centrale, en République tchèque. Sa population s'élevait à 240 habitants en 2020.

## Géographie
Branžež se trouve à 5 km au sud-est de Žďár, à 15 km au nord-est de Mladá Boleslav et à 66 km au nord-est de Prague.
La commune est limitée au nord par Žďár, à l'est et au sud par Kněžmost et à l'ouest par Boseň.

## Histoire
La première mention écrite de la localité remonte à 1388.